# Kralovánszky Alán
Kralováni Kralovánszky Alán (Budapest, 1929. november 13. – Budapest, 1993. október 7.) régész, muzeológus. Felesége Éry Kinga régész, antropológus.

## Élete
Kralovánszky Gyula és Pekáry Katalin fia. A budapesti Érseki Katolikus Főgimnáziumban érettségizett. Felsőfokú tanulmányait a Pázmány Péter Tudományegyetemen kezdte, majd az Eötvös Loránd Tudományegyetemen fejezte be, ahol 1955-ben régész és muzeológus diplomát szerzett. 1957-ben a tatai Kuny Domokos Múzeum igazgatójának nevezték ki, de még ebben az évben koholt vádak alapján nyolchónapi börtönbüntetésre ítélték. 1963-ban rehabilitálták, ettől kezdve tudományos pályája töretlen. A doktorátus megszerzése (1964) után a székesfehérvári István Király Múzeumba került, ahol elévülhetetlen érdemeket szerzett az Árpád-kori bazilika feltárásában.
1974-től a veszprémi Bakony Múzeum igazgatójaként és tudományos munkatársaként a veszprémi vár romjainak feltárását vezette, szintén kimagasló eredményekkel. 1983-tól haláláig Budapesten a Magyar Nemzeti Múzeumban dolgozott, melynek 1993-ban főigazgatója lett, de még abban az évben elhunyt.
Fő szakterülete, a középkori régészet mellett foglalkozott a régészeti antropológia módszertanával és a középkori magyar várostörténettel. Kutatási eredményeiről mintegy száz publikációja jelent meg. Munkásságát számos díjjal ismerték el, többek között megkapta a Kuzsinszky Bálint-emlékérmet, a Móra Ferenc-díjat, illetve az 1956-os forradalom emlékének ápolásáért a Nagy Imre-emlékplakettet. (Ő tárta fel 1989-ben a budapesti Új Köztemetőben több forradalmár, köztük Nagy Imre miniszterelnök sírját.)
Főigazgatóként fővárosunkban született első Nobel-díjasunk, Szent-Györgyi Albert születésének 100. évfordulója évében, 1993. szeptember 22-én ő nyitotta meg Szentágothai Jánossal a Magyar Nemzeti Múzeumban Nobel-díjasaink első, s azóta állandóvá lett kiállítását, amely az ő emlékének hirdetője is.
Kralovánszky Alán sírja a budapesti Fiumei úti sírkertben található.

## Főbb művei
- A Közép-Duna-Medence magyar honfoglalás- és kora Árpád-kori sírleletei. Leletkataszter; szerk. Fehér Géza, Éry Kinga, Kralovánszky Alán; Akadémiai, Bp., 1962 (Régészeti tanulmányok)
- A Bakonycsernye-Ubald pusztai középkori leletekről; István Király Múzeum, Székesfehérvár, 1965 (István Király Múzeum közleményei C. 4-5.)
- Székesfehérvár évszázadai, 1-4.; szerk. Kralovánszky Alán; István király Múzeum, Székesfehérvár, 1967–1979
- A székesfehérvári középkori bazilika; átdolg., bőv. kiad.; Fejér Megyei Ny., Székesfehérvár, 1968 (István Király Múzeum közleményei B. sorozat)
- Kralovánszky Alán Veszprém megyei kutatásaiból. Veszprém – Vár u. 29. Dubniczay-ház, Veszprém – Szt. Miklós-templom, Taliándörögd – Szt. András-templom feltárásainak dokumentumai a feltáró hagyatékából; szerk. Regenye Judit; Veszprém Megyei Múzeumi Igazgatóság–Veszprém Megyei Múzeumok Baráti Köre, Veszprém, 2000
- Balassa László–Kralovánszky Alán: Veszprém; 2. átdolg. kiad.; Panoráma, Bp., 2006 (Magyar városok)

## Díjai, elismerései
- Veszprém Megyéért Érdemérem
- Alba Regia-emlékérem (1972)
- Pro Urbe Székesfehérvár (1972)
- Kuzsinszky Bálint-emlékérem (1975)
- Pro Urbe Székesfehérvár (1982)
- Móra Ferenc-emlékérem (múzeumi) (1989)
- Magyar Műemlékvédelemért Emlékplakett (1994, posztumusz)
- Deák Dénes-díj (1995, posztumusz)